# Funny Girl (phim)
Funny Girl là phim điện ảnh tiểu sử và nhạc kịch hài hước do William Wyler đạo diễn. Isobel Lennart viết kịch bản, chuyển thể từ chính kịch bản của cô cho vở nhạc kịch sân khấu cùng tên. Bộ phim phần nào dựa trên cuộc đời và sự nghiệp thật của ngôi sao Broadway và điện ảnh kiêm danh hài Fanny Brice cùng mối quan hệ của cô với doanh nhân và nhà đánh bạc chuyên nghiệp Nicky Arnstein.
Do Ray Stark (con rể của Fanny Brice) sản xuất, Jule Styne và Bob Merrill viết nhạc và lời, Barbra Streisand thủ vai nhân vật Brice còn Omar Sharif vai Arnstein. Phim còn có dàn diễn viên phụ gồm Kay Medford, Anne Francis, Walter Pidgeon, Lee Allen và Mae Questel. Đây cũng là bộ phim đầu tay của công ty Rastar (công ty của Stark). Là một thành công lớn về mặt thương mại lẫn chuyên môn, Funny Girl là một phim có doanh thu cao thứ hai Hoa Kỳ năm 1968 và nhận 8 đề cử Oscar.

## Cốt truyện
Lấy bối cảnh thành phố New York trước và sau chiến tranh thế giới thứ nhất, bộ phim mở đầu với cảnh ngôi sao Broadway Fanny Brice đang chờ người chồng Nicky Arstein ra tù, rồi chuyển qua phần hồi tưởng nói về quá trình hai người gặp gỡ và yêu nhau.
Trong lúc Fanny đang sửa soạn để ra khỏi nhà chuẩn bị đi làm, mẹ và người cô Strakoh bạn của mẹ thuyết phục Fanny đừng mơ mộng đến giới giải trí vì cô không có ngoại hình xinh đẹp mà người ta mong muốn ("If a Girl Isn't Pretty"). Tại nhà hát, Fanny bị ông chủ đuổi việc nhưng cô vẫn một mực tin rằng mình có tố chất để trở thành một ngôi sao ("I'm the Greatest Star"). Eddie Ryan (nhân viên nhà hát) giúp Fanny tham gia vào một tiết mục múa hát trượt patin trên sân khấu. Cô gần như phá hỏng phần trình diễn tập thể nhưng khán giả lại thích thú và thấy hài hước ("Rollerskate Rag"). Ngay sau đó là lần đầu tiên Fanny diễn trên sân khấu với bài hát "I'd Rather Be Blue Over You (Than Happy With Somebody Else)". Tan làm, cô gặp gỡ và làm quen với doanh nhân Arnstein hào hoa phong nhã thuộc giới quý tộc. Ước mơ hóa thành sự thật khi Fanny được Florenz Ziegfeld tuyển dụng, trở thành một thành viên của đoàn kịch Follies danh giá. Trong buổi diễn debut, đáng ra Fanny phải hát và diễn một bài tình cảm lãng mạn nhưng cô lại thêm thắt các yếu tố hài hước khiến khán giả lăn ra cười ("His Love Makes Me Beautiful"). Gia đình và hàng xóm Fanny tổ chức tiệc mừng, Nicky cũng đến tham dự ("People"). Cuối buổi, anh nói lời tạm biệt và không hẹn ngày gặp lại cụ thể.
Một năm sau, sự nghiệp ngày càng thăng hoa; Fanny trở thành ngôi sao mới nổi trong ngành giải trí thì cũng là lúc cô gặp lại Nicky và hai người có một buổi tối hẹn hò lãng mạn ("You Are Woman, I Am Man"). Hai hôm sau, Arnstein rời Baltimore để đến cảng New York nhằm lên tàu thủy đi châu Âu. Thay vì cùng đoàn kịch đi Chicago, Fanny đột xuất đổi ý và đuổi theo Arnstein ("Don't Rain On My Parade"). Trên chiếc RMS Berengaria, Nicky thắng đậm một ván poker, hai người quyết định kết hôn, chuyển đến sống ở một cơ ngơi sang trọng rồi có với nhau một đứa con gái ("Sadie, Sadie"). Fanny quay về làm việc cho Ziegfeld và Follies. Các thương vụ làm ăn của Nicky thất bại. Thấy chồng gặp khó khăn về tài chính nên Fanny ra tay giúp đỡ anh nhưng chỉ khiến Nicky bực mình. Anh dính líu đến một vụ lừa đảo trái phiếu của phố Wall và bị tuyên án 18 tháng tù giam vì tội biển thủ.
Sau khi Nicky ra tù, hai người đồng ý chia ly. Bộ phim kết thúc bằng cảnh Fanny trình bày bài hát "My Man".

## Phân vai
- Barbra Streisand vai Fanny Brice
- Omar Sharif vai Nicky Arnstein
- Kay Medford vai Rose Brice
- Anne Francis vai Georgia James
- Walter Pidgeon vai Florenz Ziegfeld
- Lee Allen vai Eddie Ryan
- Mae Questel vai cô Strakosh
- Gerald Mohr vai Branca
- Frank Faylen vai Keeney
- Mittie Lawrence vai Emma
- Gertrude Flynn vai cô O'Malley
- Penny Santon vai cô Meeker
- John Harmon vai giám đốc
- Ruth Clifford vai cô giúp việc (không có tên trong danh đề)

## Sản xuất
Lúc đầu, Isobel Lennart viết kịch bản để làm thành một bộ phim chính kịch mang tên My Man cho nhà sản xuất Ray Stark (con rể của Fanny Brice). Khi ông đưa cho nữ diễn viên Mary Martin xem, bà thấy rằng nếu dựng thành một vở nhạc kịch sân khấu thì sẽ thích hợp hơn. Đây chính là tiền đề cho vở nhạc kịch Funny Girl - một sản phẩm thành công trên sân khấu Broadway, với vai chính do Barbra Streisand thủ diễn.
Nhà sản xuất Stark muốn Streisand phải ký hợp đồng một lúc bốn bộ phim. Khâu quay phim chính bắt đầu từ tháng 8 năm 1967 và đóng máy vào tháng 12. Nữ diễn viên Anne Francis được giao vai giọng ca chính trong đoàn kịch Ziegfeld Follies. Ban đầu, phần đất diễn trên phim của Francis nhiều hơn, sau được cắt bớt. Trên báo The Sumter Daily Item, Francis thổ lộ nỗi tức tối của mình rằng "họ [...] cứ lẳng lặng cắt mà không nói với tôi một tiếng. Tôi nghĩ họ e sợ là nếu họ tử tế với tôi thì Barbra sẽ bực bội."

## Bài nhạc
1. "Overture" (nhạc dạo đầu)
2. "If a Girl Isn't Pretty" – Fanny, Rose, và Mrs. Strakosh
3. "I'm the Greatest Star" – Fanny
4. "Rollerskate Rag" – Fanny và đội múa hát trượt patin
5. "I'd Rather Be Blue Over You (Than Happy With Somebody Else)" – Fanny
6. "Second Hand Rose" – Fanny
7. "His Love Makes Me Beautiful" – Fanny và Follies Ensemble
8. "People" – Fanny
9. "You Are Woman, I Am Man" – Nicky và Fanny
10. "Don't Rain on My Parade" – Fanny
11. "Entr'acte"
12. "Sadie, Sadie" – Fanny và Nicky
13. "The Swan" – Fanny
14. "Funny Girl" – Fanny
15. "My Man" – Fanny
16. "Exit Music"